# Juan Ramón Folch II de Cardona
Juan Ramón Folch II de Cardona (en catalán: Joan Ramon Folch II de Cardona; Arbeca, 1400 - ídem. 1471) fue el III conde de Cardona y vizconde de Villamur (1441-1471).

## Antecedentes familiares
Fue hijo de Juan Ramón Folch I de Cardona, II conde de Cardona, y de su esposa Juana de Gandía.

## Servicio militar a la Corona de Aragón
En el año 1423 comandará una flota de 22 galeras que llevó refuerzos a Nápoles para Alfonso «el Magnánimo», que se encontraba en una posición comprometida frente Luis III de Anjou después de ser derrotado por Muzio Sforza en las cercanías del Castillo Capuano, y comandó las mismas tropas poco más tarde escoltando el rey de regreso a sus reinos, no sin antes destruir el puerto de Marsella con su flota, el más importante de los dominios angevinos.
También dio apoyo al rey Juan «el sin fe» en la guerra civil catalana.

## Matrimonio y descendencia
Se casó en el año 1414 con Juana de Prades, hija de Pedro de Prades, condesa de Prades y baronesa de Estenza. De este matrimonio nacieron cinco hijos:
- Timbor de Cardona, fue monja y está enterrada en la catedral de Tarragona compartiendo sepultura con su sobrino Pedro de Cardona.
- Violeta de Cardona, casada con Felipe Albert, tuvo a Caterina Albert de Pallars.
- Margarita de Cardona
- Juana de Cardona, casada con Arnau Roger IV de Pallars Sobirá
- Juan Ramón Folch III de Cardona, quien será su sucesor e incorporará los títulos de su madre a los del conde de Cardona.

| Predecesor: Juan Ramón Folch I de Cardona | Conde de Cardona 1441 - 1471     | Sucesor: Juan Ramón Folch III de Cardona |
| Predecesor: Juan Ramón Folch I de Cardona | Vizconde de Villamur 1441 - 1471 | Sucesor: Juan Ramón Folch III de Cardona |